# Geldie Burn
Der Geldie Burn ist ein Bach in der schottischen Council Area Aberdeenshire. Sein Name leitet sich aus dem Gälischen ab und bedeutet vermutlich „Moosiges Wasser“.
Der Geldie Burn ist nicht zu verwechseln mit dem nahegelegenen Gelder Burn.

## Beschreibung
Der Geldie Burn entsteht durch den Zusammenfluss des Allt a’ Chaorainn mit einem unbenannten Bach. Der Allt a’ Chaorainn entspringt zwischen dem 1006 Meter hohen An Sgarsoch und dem 994 Meter hohen Càrn an Fhidhleir im äußersten Südwesten Aberdeenshires nahe der Grenze zur benachbarten Council Area Perth and Kinross beziehungsweise der traditionellen Grafschaft Perthshire. Der zweite Quellbach fließt vom Osthang des Càrn an Fhidhleirs ab, auf welchem sich die Grenzen zwischen Aberdeenshire, Perth and Kinross und Highland (traditionelle Grafschaft Inverness-shire) treffen. Weniger als 200 Meter westlich passiert der über den Spey in den Moray Firth entwässernde Feshie den Oberlauf des Quellbachs.
Auf seinen ersten 11,5 Kilometern fließt der Geldie Burn vornehmlich nach Osten ab. Mit der Einmündung des Bynack Burns von rechts knickt sein Lauf abrupt nach Nordosten ab. Nach insgesamt 14 Kilometern mündet der Geldie Burn am Fuße des Càrn Liath von rechts in den Dee, der wiederum in Aberdeen in die Nordsee mündet. Auf seinem Lauf durch sein unbesiedeltes, Glen Geldie genanntes Tal nimmt der Bach verschiedene Bäche auf. Nahe seiner Mündung befand sich einst eine landwirtschaftliche Siedlung, deren Überreste heute als Bodendenkmal geschützt sind. Das Mündungsgebiet des Bynack Burns in den Geldie Burns diente einst außerdem dem Shieling. Im späteren 19. Jahrhundert wurden Forellen- und Lachsbestände im Geldie Burn verzeichnet.

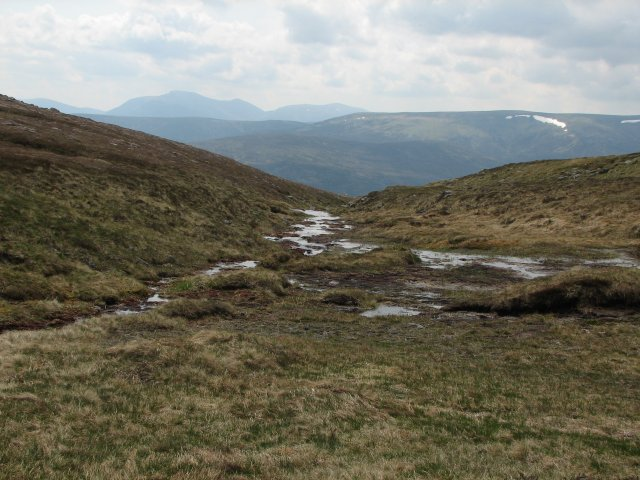
Bergbach zum Geldie Burn
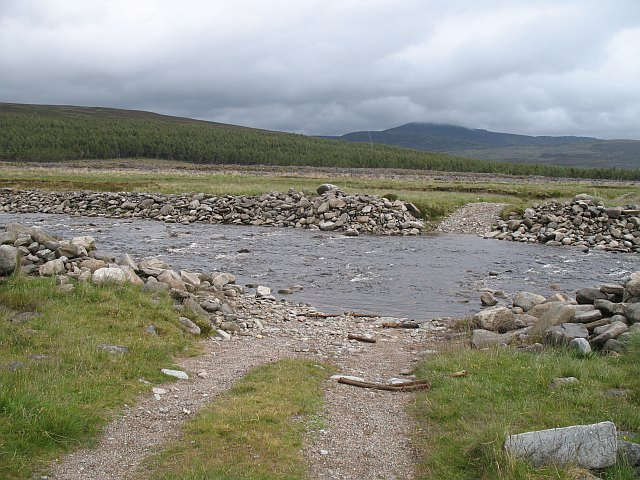
Furt am Mittellauf
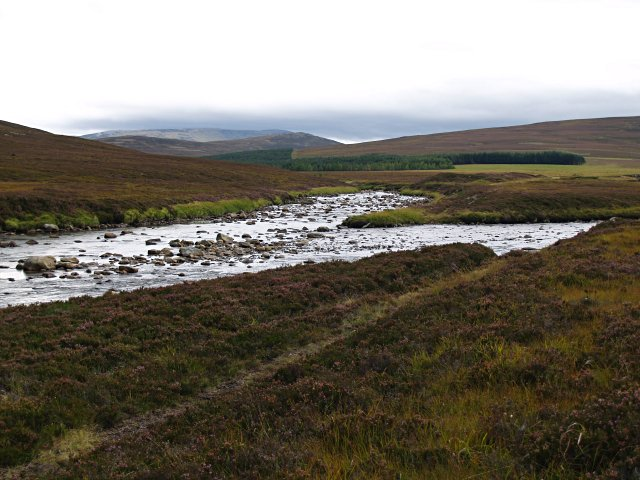
Mündung in den Dee (im Bild von rechts kommend)